# Egisto Sarnelli
Egisto Sarnelli (Napoli, 6 gennaio 1935 – Napoli, 4 settembre 1996) è stato un cantante e chitarrista italiano.

## Biografia
Penultimo di nove figli, dopo i primi rudimenti musicali, nella seconda metà degli anni cinquanta si trasferì a Parigi. 
Il suo stile musicale risentì sia dell'influenza degli chansonnieres francesi, tra i quali Yves Montand, Jacques Brel e Gilbert Bécaud, che dalla tradizione della canzone napoletana. Pur non disponendo di particolari qualità tecniche, Sarnelli era dotato di una voce profonda ed espressiva (il giornalista Mimmo Liguoro l'avrebbe definita in varie occasioni «voce di tufo e pietra lavica»).
Nel 1971, dopo l'incisione di alcuni 45 giri, in collaborazione con il maestro Eduardo Caliendo pubblicò il primo LP con la Decca. Negli anni successivi Sarnelli realizzò in collaborazione con il chitarrista Mario Sarria tre 33 giri prodotti dalla Phonotipe, dal titolo Egisto Sarnelli... ed è subito Napoli, vol. 1-2-3. Con la stessa etichetta, nei primi anni ottanta, incise 12 canzoni umoristiche originali, scritte da Salvatore Tolino e Armando Ferraro, contenute in un LP dal titolo “Resatelle ‘e spiccio ‘e spiccio”. È del 1986, invece, il suo sesto lavoro discografico intitolato “Napoli: questa!” prodotto dalla Mea Sud.
Nel 1974 partecipa alla terza puntata del programma Concerto per Napoli con altri artisti come Roberto Murolo, Tina Polito, Gloria Christian, trasmesso dalla Rai il 27 maggio sul Secondo Canale in prima serata.
A metà tra gli anni settanta e ottanta Sarnelli aumentò la sua popolarità grazie a una serie di trasmissioni dedicate alla canzone napoletana, quali “C'era una volta il Festival”, trasmesse da Canale 21.
In quegli stessi anni, il cantante strinse rapporti di collaborazione e amicizia con vari musicisti, poeti, giornalisti e cultori della musica partenopea, aderendo a iniziative di studio e approfondimento della canzone napoletana, in collaborazione con il poeta Ettore De Mura e i giornalisti Gianni Cesarini e Mimmo Liguoro. Recitò anche in alcuni sceneggiati televisivi tra i quali L'eredità della priora, trasmesso dalla Rai, e Il sentiero delle bacche velenose.
Nel giugno 1990 prese parte a uno spettacolo dal titolo “Chitarre in concerto”, con la regia di Antonio Casagrande, insieme a Roberto Murolo, Tony Sigillo e Mario Maglione, trasmesso su Rai Uno.
Il suo ultimo CD intitolato Luna nova - Omaggio a Salvatore Di Giacomo risale al 1995: costituito da 22 brani del poeta, tra canzoni e poesie, è realizzato in collaborazione con il maestro Gianni Palazzo; Sarnelli morì un anno dopo.
La vocazione musicale di famiglia, sebbene improntata su un altro genere, viene proseguita dal figlio, Vincenzo Sarnelli noto con il nome d'arte di Tony Tammaro.

## Discografia

### Album
- 1971 - E Napoli che canta (Decca Dischi Italia, DIS 12)
- 1972 - Ed è subito Napoli (Universal, LPX 50018)
- 1975 - Ed è subito Napoli Volume 2° (Universal, LPX 50022)
- 1978 - Ed è subito Napoli Volume 3° (Universal, LPX 50028)
- 1977 - Resatelle 'e spiccio 'e spiccio (Universal, LPX 50029)
- 1986 - Napoli: questa! (Mea Sud)
- 1995 - Luna nova - Omaggio a Salvatore Di Giacomo

### Singoli
- 1961 - Dduje Paravise/Funtana all'ombra (Universal, DN 203)
- 1970 - Da Ischia con amore/'O spiretillo (Universal, DN 441)
- 1977 - Napule/Fenesta vascia (Universal, DN 479)
- 1982 - Canzona è bene/Canzona bella (Dem, ES4544)

## Discografia estera

### Album
- 1977 - Songs of Naples (E Napoli che canta) (London Records, SPW 10022; pubblicato negli Stati Uniti)